# Валун Пунтукас
Валун Пунтукас (лит. Puntukas) — эрратический валун, памятник природы.
Второй по величине природный камень в Литве (высота 5,7 метра (из них 1,5 метра в земле), длина — 6,9 метра, ширина — 6,7 метра, вес около 265 тонн). Валун — гранитный с крупными кристаллами калиевого полевого шпата в окружении зелёных колец олигоклаза.

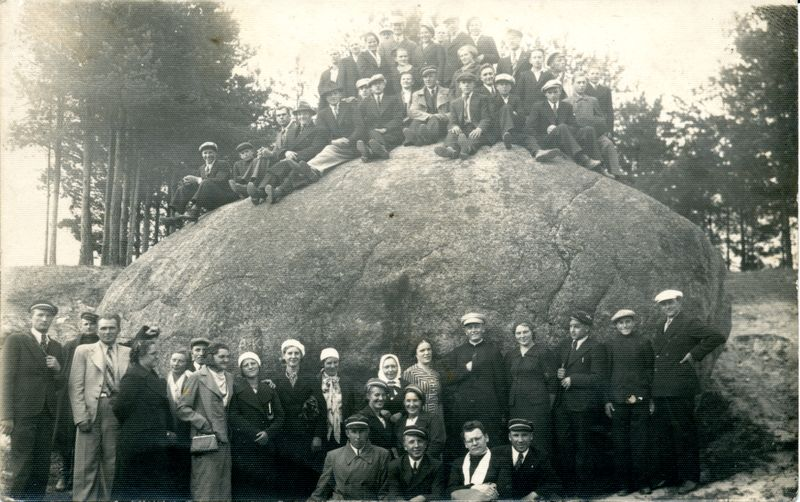
Экскурсия к камню. 1938

Находится в 5 километрах юго-западнее города Аникщяй, в Лигумайском лесу, на левом берегу реки Швянтойи. Вероятное происхождение валуна — ледниковое (принесён из Финляндии около 15 000 лет назад).
До обнаружения в 1956 году валуна Барстичяй считался самым крупным природным камнем в Литве.

## Легенды
С камнем связан ряд легенд, по одной чёрт (velnias в литовской мифологии) нёс этот гигантский камень, чтобы бросить его на Аникщяйскую церковь, однако пропел петух, и чёрт исчез в подземный мир, обронив камень. По другой легенде, в одной версии на камне был сожжён, по обычаям язычников, погибший храбрый литовский воин Пунтукас, по другой версии на камне был казнён обвиненный в святотатстве Криве-Кривейто Пантукис. С тех пор валун известен как камень Пунтукаса (Пантуке). Возможно, камень был языческим святилищем, и дубы вокруг него являются реликтами священных рощ.

## Мемориал памяти экипажа Литуаники

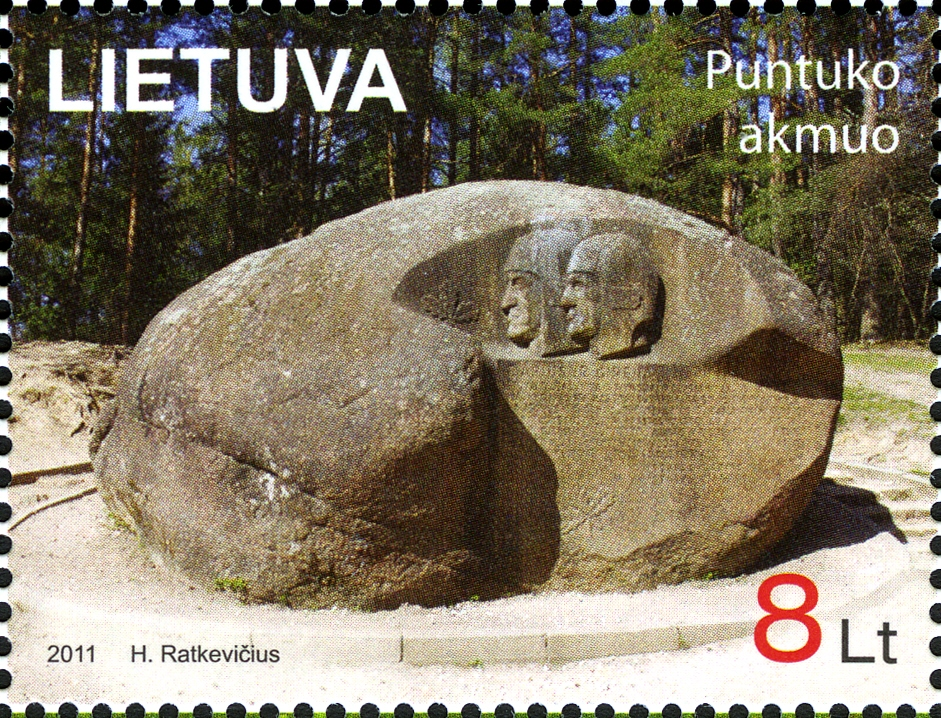

В 1943 году, в период немецкой оккупации Литвы, литовский скульптор Бронюс Пундзюс высек на валуне Пунтукас рельефные изображения Стяпонаса Дарюса и Стасиса Гиренаса — пилотов самолёта «Литуаника», потерпевшего катастрофу 17 июля 1933 года при выполнении трансатлантического перелёта Нью-Йорк — Каунас.
Завещание Стяпонаса Дарюса и Стасиса Гиренаса на валуне Пунтукас :
ДАРЮС и ГИРЕНАС 
Литовский народ ждёт более смелых путешествий от своих сыновей... молодой Литвы. Пусть следование за нами укрепит ваш дух и уверенность в собственных силах и возможностях. Но если разгневается на нас Нептун или могучий Перкунас бурь - они проложат нам путь в Младую Литву. - Тогда вам придется решиться снова. Жертвуйте и готовьтесь к новому путешествию. Чтобы боги бушующего океана были довольны вашими усилиями и не призвали бы вас на великий суд...

Стяпас Дарюс, Стасис Гиренас
Оригинальный текст (лит.)DARIUS ir GIRĖNAS
Lietuvių tauta laukia is savo sūnų ir drąsesnių žygių ... jaunoji Lietuva. Mūsų pasekimas tegu sustiprina tavo dvasią ir pasitikėjimą savo jėgomis ir gabumais. Bet jei Neptūnas ar galingasis audrų Perkūnas ir mums bus rūstus.-- pastos mums kelią į Jaunąją Lietuvą. - Tada Tu, turėsi iš naujo ryžtis. Aukotis ir pasirengti naujam žygiui. Kad audringųjų vandenyno dievai būtų patenkinti tavo pastangomis pasiryžimu ir nekviestu tavęs i didįjį teismą...

Stepas Darius, Stasys GirėnasСтяпас Дарюс, Стасис Гиренас 1933. VII. 15